# Perqsja
Perqsja – pierwszy polski magazyn perkusyjny. Znajdują się tam opisy sprzętu perkusyjnego, wywiady ze znanymi i cenionymi perkusistami jak również warsztaty i porady dotyczące gry.